# Дарам (Конектикат)
Дарам (енгл. Durham) насељено је место без административног статуса у америчкој савезној држави Конектикат.

## Демографија
По попису из 2010. године број становника је 2.933, што је 160 (5,8%) становника више него 2000. године.
| Група             | 2000.         | 2010.         |
| Белци             | 2.704 (97,5%) | 2.790 (95,1%) |
| Афроамериканци    | 13 (0,5%)     | 9 (0,3%)      |
| Азијати           | 24 (0,9%)     | 49 (1,7%)     |
| Хиспаноамериканци | 28 (1,0%)     | 53 (1,8%)     |
| Укупно            | 2.773         | 2.933         |